# Mrok (film)
Mrok (serb. Мрак) — serbsko-duńsko-bułgarsko-grecko-włoski dramat filmowy z 2022 roku w reżyserii Dušana Milicia.

## Opis fabuły
Akcja filmu rozgrywa się w marcu 2004 w Kosowie. Milica mieszka z matką i dziadkiem w jednej z serbskich enklaw. Po utracie ojca, którego zaginął w czasie zamieszek antyserbskich, rodzina żyje w stałym poczuciu zagrożenia. Film kręcono w okolicach Vranja.
Obraz wyróżniono nagrodą publiczności na Międzynarodowym Festiwalu Filmowym w Sofii, otrzymał też nagrodę Bułgarskiej Akademii Filmowej i nagrodę dla reżysera na festiwalu LIFFE w Leskovacu. W 2022 film został zgłoszony jako oficjalny serbski kandydat do nagrody Amerykańskiej Akademii Filmowej w kategorii najlepszego filmu nieanglojęzycznego, ale nie zdobył nominacji.

## Obsada
- Danica Čurcić jako Vukica
- Slavko Štimac jako Milutin
- Miona Ilov jako Milica
- Flavio Parenti jako Mauricio
- Ivan Zerbinati jako Luka
- Nikola Kent jako Brandon
- Darren Pettie jako Jim
- Nikola Rakočević jako duchowny Dositej
- Slaviša Čurović jako Blagoje
- Kole Angełowski jako mnich Živan
- Lazar Maksimović jako Radovan
- Milica Miladinović jako Smiljana
- Riccardo Maranzana jako generał Fratelli
- Bojana Petković jako Ružica
- Ilja Ivezić jako Miloš
- Natalija Mitić jako Natalija